# قل (الجزایر)
قل (به عربی: القل) یک شهر تاریخی رومی-بربری در الجزایر است که در ناحیه قل واقع شده‌است. قل ۲۴ کیلومتر مربع مساحت و ۳۵٬۶۸۲ نفر جمعیت دارد.